# Route forestière 11
Die F11 war eine Straße auf Korsika, die 1854 durch den Décret Impérial 1782 festgelegt wurde. Sie wurde angelegt, um einen der Wälder Korsikas für die Holzwirtschaft zu erschließen. Betrieben durch den Staat, hatte sie den Rang einer Nationalstraße. Die F11 führte zunächst von Porto-Vecchio in den Forêt de Barocaggio. 1893 wurde sie bis Zonza verlängert. Ihre Länge betrug 39 Kilometer. 1973 wurde sie abgestuft.